# Sverige möts
Sverige möts är ett svenskt debattprogram. TV-programmet sänds i Sveriges Television.